# Daoban Shidai
Daoban Shidai (xinès tradicional: 盜版時代, pinyin: Dàobǎn Shídài, literalment 'període pirata') és la denominació que a l'escena del manga del Taiwan es va donar a l'etapa compresa entre 1976 i mitjans de la dècada del 1990, quan la indústria editorial de l'illa estava dominada per edicions pirata.
A la República Popular de la Xina s'hi produí un fenomen semblant, concentrat amb més força durant la primera meitat de la dècada del 1990. El pioner de les edicions pirates a la Xina Continental fou Zhou Liuyan, mitjançant l'empresa Sichuan Xiwang Shudian. Publicaven els llibres baix el paraigua d'una editorial legal, Ningxia Renmin Chubanshe, que fou l'editora més important de manga pirata fins al seu tancament per les autoritats.

## Història
Les edicions pirates de manga japonés en mandarí daten de la dècada del 1960, en un moment en què es feien a Taiwan i sols arribaven a Hong Kong. La popularitat del manga a Hong Kong influí als artistes locals. Els primers còmics pirata aparéixen a Taiwan a partir del 1966, quan el govern del Guomindang promulga una nova llei de censura de material juvenil que provocà que el material japonés es començara a distribuir il·legalment. El 1976, una editorial aconsegueix que un manga pirata passe la censura, ja que el material aparentment local no era jutjat d'una manera tan severa com l'importat directament des de l'estranger. Es considera que aquell és el moment inicial del període pirata, on el material passava la censura si se significaven els noms i es cobrien pits i escenes més violentes. En aquell moment, hi hagué casos d'empreses que subornaven a les autoritats per aconseguir passar la censura.
És en aquell context quan apareixen les que serien les principals editorials taiwaneses dedicades a la publicació de manga, destacant-ne Tong Li. Durant quinze anys, Tong Li va ser el major productor de còmics pirata, refent més de 1.000 títols en total, i durant una part d'eixa etapa, publicant uns 50 cada mes. Uns centenars de les còpies s'exportaven al Singapur, arribant-se a distribuir còpies a Malàisia, i Hong Kong. A partir de la finalització de la llei marcial al Taiwan, el 15 de juliol del 1987, provoca una situació d'excés d'oferta, i es cova una voluntat per posar ordre al mercat per part dels propis productors.
El final del període pirata comença entre 1988 i 1992, quan una desena d'editorials de Taiwan, de les quals Tong Li era la més gran, arriba a un acord amb les editorials japoneses. L'acord beneficiava a Tong Li perquè publicaria el 44% de les novetats, obtenint gran part dels títols amb més mercat. El 1992, Tong Li llança al mercat diverses revistes on recopilaria de manera legal sèries de manga, sent la més famosa d'elles Formosa Youth, que publica, amb llicència de Shueisha i quasi en paral·lel amb l'original japonesa, la major part del contingut de Weekly Shonen Jump.

## Hong Kong
Tot i que a Hong Kong, com a altres territoris sinoparlants, arribaven els còmics de Taiwan, també n'hi hagueren de propis. La popular publicació Ertong Leyuan va publicar Doraemon, sense autorització, des de mijtans de la dècada del 1970.
Posteriorment es piratejarien còmics d'animes populars com Gundam, i més endavant sèries d'Akira Toriyama o Rumiko Takahashi.